# Río Sartang
El río Sartang (en ruso: Река Сартанг), es un río ruso de la Siberia Oriental, localizado entre el río Lena, al oeste, y el río Indigirka, al este, un afluente por la margen derecha del río Yana. Tiene 670 km de longitud y drena una cuenca de 17.800 km².
Administrativamente, discurre en todo su recorrido por la república de Saja de la Federación de Rusia. 

## Geografía
El río nace en el lago Siskjuel, en la vertiente septentrional de la cordillera Verjoyansk. Discurre por un estrecho valle a través de la meseta de Jana, con dirección nornoroeste. El río se une al río Dulgalach (507 km y una cuenca de  27.300 km²) dando nacimiento del río Jana. El Sartang se congela, por término medio, de octubre a mayo.